# Gulzhan Isanova
Gulzhan Abdildabekovna Isanova (Kharagandí, URSS, 12 de setembre de 1983) és una esportista kazakh que va competir en judo, guanyadora de dues medalles als Jocs Asiàtics els anys 2006 i 2010, i set medalles al Campionat Asiàtic de Judo entre els anys 2007 i 2016.

## Palmarès internacional
| Jocs Asiàtics     | Jocs Asiàtics                   | Jocs Asiàtics | Jocs Asiàtics |
| Any               | Lloc                            | Medalla       | Categoria     |
| ----------------- | ------------------------------- | ------------- | ------------- |
| 2006              | Doha ( Qatar)                   | 3             | Oberta        |
| 2010              | Canton ( R.P. de la Xina)       | 3             | +78 kg        |
| Campionat Asiàtic |                                 |               |               |
| Any               | Lloc                            | Medalla       | Categoria     |
| 2007              | Kuwait ( Kuwait)                | 3             | Oberta        |
| 2008              | Jeju ( Corea del Sud)           | 3             | +78 kg        |
| 2009              | Taipei ( Xina Taipei)           | 1             | +78 kg        |
| 2011              | Abu Dabi ( Emirats Àrabs Units) | 3             | +78 kg        |
| 2012              | Taskent ( Uzbekistan)           | 2             | +78 kg        |
| 2015              | Kuwait ( Kuwait)                | 3             | +78 kg        |
| 2016              | Taskent ( Uzbekistan)           | 2             | +78 kg        |